# 花蕊夫人

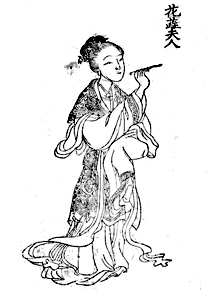
『百美新詠図伝』

花蕊夫人（かずいふじん、生没年不詳）は、後蜀の後主孟昶の妃。後に北宋の皇帝太祖（趙匡胤）の妃。姓は徐氏と費氏の2つの説がある。

## 略歴
蜀州青城県（現在の四川省成都市都江堰市）の出身。幼少の頃より文学的才能があり、容姿も美しいということで、孟昶の後宮に入り慧妃となった。その後、花蕊夫人という称号を賜った。孟昶を様々な角度から捉え、宮廷生活を綴った宮詩100首余りを残した。965年に北宋の皇帝趙匡胤が後蜀に攻め込んでくると、孟昶と共に捕らえられた。その後、孟昶が殺害されると趙匡胤の後宮に入り、妃となった。しかし、後蜀のことを忘れることはなく、いつも孟昶の像を祀っていたという。
後世において、民間で神格化されて木芙蓉の花神として祀られる。